# النقل خلال دورة الألعاب الأولمبية والبارالمبية الصيفية 2024

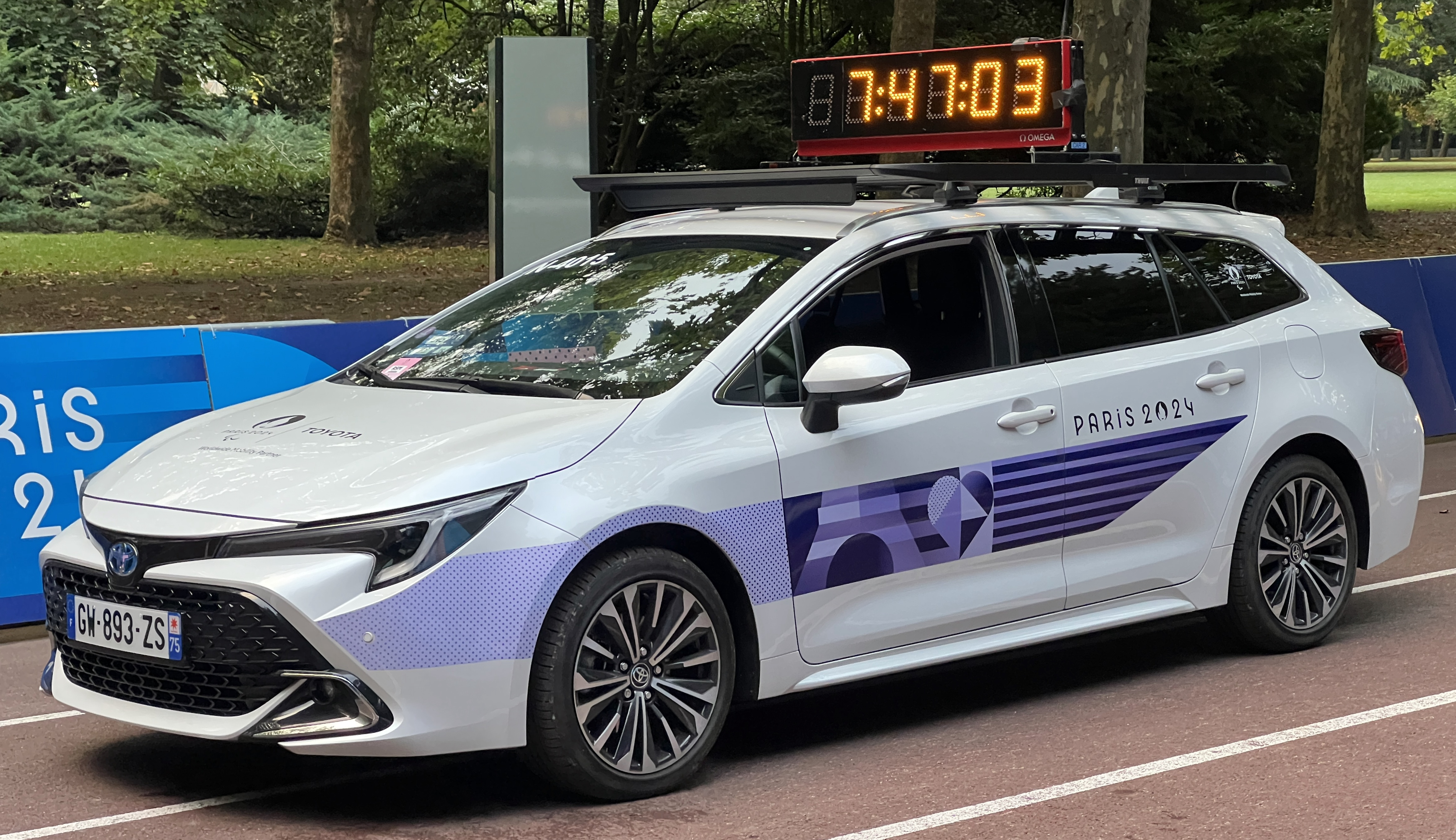
السيارة الرسمية في ماراثون 2024nbsp;الألعاب البارالمبية

لعب النقل دورًا حاسمًا في نجاح دورة الألعاب الأولمبية والبارالمبية الصيفية لعام 2024، التي استضافتها باريس من 26 تموز إلى 11 آب للأولمبياد، ومن 28 آب إلى 8 أيلول للبارالمبياد. نظرًا لحجم الأحداث، شكَّل نقل الرياضيين والمسؤولين ووسائل الإعلام والمتفرجين إلى مواقع المنافسات تحديًا كبيرًا. كجزء من عرض باريس لاستضافة الألعاب، أكد المسؤولون أن 100% من المتفرجين سيستخدمون النقل العام، وأن التوزيع المدمج للمواقع سيضمن أوقات نقل قصيرة. تم استثمار أكثر من 500 مليون يورو في تحسينات البنية التحتية للنقل من أجل الألعاب.  
تم تطوير تطبيق جوال لتسهيل تنقل المتفرجين من خلال تقديم حاسبة مسارات قادرة على التكيف مع المخاطر. ولمساعدة المسافرين، تم نشر 5000 عامل، يمكن التعرف عليهم من خلال ستراتهم البنفسجية، في المحطات وفي مواقف الحافلات. كانت معظم خطوط الحافلات متاحة للأشخاص ذوي الحركة المحدودة، ولكن مع سعة محدودة في حالات الطلب المرتفع، مثل أثناء دورة الألعاب البارالمبية، حيث تم توفير 1000 سيارة أجرة متاحة لذوي الكراسي المتحركة. ظلت الغالبية العظمى من محطات مترو باريس غير متاحة للجميع، ولكن تم توفير حوالي 150 حافلة صغيرة متاحة لذوي الكراسي المتحركة لنقل المتفرجين بين المواقع والمحطات المتاحة. كان الأمن حول نظام النقل مشددًا ومنسقًا، ولكن في 26 تموز 2024، يوم حفل افتتاح دورة الألعاب الأولمبية الصيفية لعام 2024، عرقلت سلسلة من الهجمات الحرقية خدمات السكك الحديدية.  
كان أحد الأهداف المعلنة لـ باريس 2024 هو خفض البصمة الكربونية للألعاب الأولمبية والبارالمبية إلى النصف مقارنة بدورتي لندن 2012 وريو 2016. قدّر المنظمون أن أكثر من ثلث انبعاثات غازات الدفيئة المرتبطة بالألعاب ستكون من نقل الرياضيين والمتفرجين. لتحقيق هذا الهدف، جُعلت جميع المواقع متاحة بالدراجة والنقل العام. تم توسيع وتحسين خدمات النقل العام، وزيادة عدد الرحلات. تم إنشاء حوالي 415 كيلومترًا (258 ميلاً) من مسارات الدراجات، تربط بين المواقع الرئيسية، مع تركيب 27000 حامل دراجات مؤقت. تم تحقيق هدف خفض الانبعاثات الكربونية إلى النصف في النهاية، حيث بلغت التقديرات 1.59 مليون طن من مكافئ ثاني أكسيد الكربون، مما يمثل انخفاضًا بنسبة 54.6% مقارنة بمتوسط لندن وريو. من هذا، شكل زوار الألعاب 53% من البصمة الكربونية (حوالي 833600 طن من مكافئ ثاني أكسيد الكربون).

## خلفية
تم الإعلان رسميًا عن باريس كمدينة مضيفة لدورة الألعاب الأولمبية والبارالمبية الصيفية لعام 2024 خلال اجتماع اللجنة الأولمبية الدولية في ليما، بيرو، في 13 أيلول 2017، رغم أن الأمر كان شبه مؤكد منذ 11 تموز، عندما اختارت المدينة المنافسة لوس أنجلوس التقدم بعرض لاستضافة دورة 2028 بدلاً من ذلك. استضيفت الألعاب من 26 تموز إلى 11 آب (الأولمبياد) ومن 28 آب إلى 8 أيلول (البارالمبياد). لاستضافة الألعاب، يجب على المنظمين توفير وسائل نقل لمجموعات متنوعة، تشمل الرياضيين والمسؤولين ووسائل الإعلام والمتفرجين. تعتبر اللجنة الأولمبية الدولية النقل "عاملاً حاسمًا لنجاح الألعاب"، حيث شابَت مشاكل النقل بعض الدورات السابقة (مثل أتلانتا 1996). 
كجزء من عرضهم لاستضافة الألعاب، ادعت باريس أنها تمتلك "أفضل نظام نقل عام في العالم"، مقترحة أن يستخدم المتفرجون النقل العام مجانًا، وأن التوزيع المدمج للمواقع سيضمن أوقات نقل قصيرة للرياضيين والمسؤولين ووسائل الإعلام والمتفرجين. كان أحد الأهداف المعلنة لـ باريس 2024 هو خفض البصمة الكربونية للألعاب الأولمبية والبارالمبية إلى النصف مقارنة بدورتي لندن 2012 وريو 2016. بلغ متوسط البصمة الكربونية لتلك الألعاب 3.5 ملايين طن من مكافئ ثاني أكسيد الكربون، بما في ذلك التأثيرات المباشرة وغير المباشرة مثل تنقل المتفرجين. كان النقل مكونًا مهمًا في هذا الصدد. لتقليل مساهمة النقل، جُعلت جميع المواقع متاحة بالدراجة والنقل العام، وشمل أسطول المركبات حافلات هجينة وأخرى تعمل بالهيدروجين.  
في منطقة باريس، يتم إدارة النقل العام من قبل إيل-دو-فرانس موبيليتيه، التي تنسق العقود مع شركات النقل مثل آر إيه تي بي (المشغلة لمترو باريس وبعض خطوط آر إي آر) وإس إن سي إف (المشغلة للسكك الحديدية الوطنية الفرنسية). أصبحت شريكًا رسميًا للألعاب في حزيران 2022 لتسهيل تنظيم النقل. كانت غالبية مواقع الأحداث في منطقة باريس: 25 موقعًا (13 في باريس و12 في الضواحي) مع 50 جلسة يوميًا للأولمبياد، و17 موقعًا (10 في باريس و7 في الضواحي) مع 18 جلسة يوميًا للبارالمبياد، بإجمالي 767 و261 جلسة على التوالي، بما في ذلك حفلي الافتتاح والختام. شملت هذه الأحداث 500,000 متفرج يوميًا للألعاب الأولمبية و300,000 للبارالمبية. أفادت بعثة تقصي حقائق للجمعية الوطنية في شباط 2023 بأن "نجاح فرنسا في تنظيم الألعاب سيُقاس بشكل خاص بقدرتها على إدارة حركة الأشخاص"، حيث يجب نقل ما لا يقل عن 600,000 متفرج (35% منهم من الخارج) و200,000 شخص معتمد يوميًا. 
أُنشئت لجنة استراتيجية للتنقل في أكتوبر 2023 من قِبل وزير النقل ، كليمان بون ؛ ووزيرة الرياضة والألعاب الأولمبية والبارالمبية ، أميلي أوديا كاستيرا ؛ ووزيرة شؤون الأشخاص ذوي الإعاقة، جينيفيف داريوسيك . كُلِّفت اللجنة بمناقشة "جميع قضايا النقل المتعلقة بالألعاب الأولمبية والبارالمبية" لضمان "استمرارية وسلاسة المسارات، لجميع أنواع الركاب، من بداية رحلتهم إلى نهايتها، والأعضاء المعتمدين، وزوار الألعاب، والمستخدمين العاديين".  كان من المتوقع أن تجتمع اللجنة كل ستة أسابيع، لكنها لم تجتمع لأول مرة حتى ديسمبر. 2022، ولم يتم تعيين منسق التنقل الوطني للألعاب الأولمبية، فلورنت باردون، حتى 8 ديسمبر. كان باردون مديرًا للتمويل وبرمجة الاستثمار في شركة Gares and Connexions، وهي شركة تابعة لشركة SNCF. وصفته صحيفة لوموند بأنه "رجل النقل" في الألعاب. 
أدى وباء كوفيد-19 إلى تأخير أعمال البناء في المواقع وتعطيل شبكات النقل، مما أجبر على وقف التوظيف وزيادة الاستقالات والغياب، مما أدى إلى تدهور كبير في الخدمة بحلول أواخر 2022، حيث تعطل ربع خدمات الحافلات. استمرت التأثيرات حتى عام 2024، وفي أوائل العام التالي، لم يكن ما يقرب من 10% من خدمات شبكة حافلات آر إيه تي بي تعمل، وكان 84% فقط من قطارات آر إي آر سي تعمل في الوقت المحدد، وذلك أساسًا بسبب نقص السائقين في إس إن سي إف رغم استئناف تدريبهم. في كانون الأول 2023، كانت خمسة خطوط مترو (2 و3 و6 و8 و13) لا تزال تعمل بمستويات خدمة أقل من 90%، وهو ما يقل بكثير عن المعيار السابق لمعظم الخطوط.

## الاستعدادات
تم استثمار أكثر من 500 مليون يورو في تحسينات البنية التحتية للنقل من أجل الألعاب. كان الهدف من اللجنة المنظمة لألعاب باريس الأولمبية والبارالمبية 2024 هو تمكين 100% من المتفرجين من الوصول إلى مواقع الأولمبياد والبارالمبياد عبر وسائل النقل العام.
عادةً ما يتم جدولة أعمال الهندسة أو التحسينات في باريس خلال فصل الصيف، مما يؤدي إلى انقطاعات في الخدمة، ولكن لم يتم جدولة أي أعمال لصيف 2024. تم "تجميد" أعمال البناء على الشبكة من تموز حتى نهاية أيلول. ونتيجة لذلك، حدثت العديد من الاضطرابات في الخدمات خلال عام 2023 والنصف الأول من عام 2024، خاصة على الخط 14 مع انقطاعات كبيرة في الحركة خلال عدة عطل نهاية الأسبوع وأثناء العطل المدرسية.
لتلبية الزيادة في عدد الركاب على الخطوط مقارنةً بصيف عادي، تم زيادة وتيرة وساعات عمل النقل العام بمعدل 15% في المتوسط. ركزت هذه الزيادة على قلب المدينة وأثرت بشكل خاص على الخطوط التي تخدم المواقع الأولمبية مثل آر إي آر بي وآر إي آر دي وترامواي الخط تي11 ومترو باريس الخط 14، والتي تم تعزيزها بحافلات النقل المكوكية. خلال الألعاب، دفع زوار باريس أسعاراً أعلى لاستخدام النقل العام لاسترداد جزء من تكلفة هذا المستوى المعزز من الخدمة.
تم تطوير تطبيق جوال لتسهيل تنقل المتفرجين من خلال تقديم حاسبة مسارات يمكنها الاستجابة للتأخيرات وتوجيه المسافرين إلى خدمات بديلة لتقليل الازدحام. لمساعدة المسافرين، تم نشر 5000 عامل، يمكن التعرف عليهم من خلال ستراتهم البنفسجية، في المحطات وفي مواقف الحافلات، حيث تم تثبيت لافتات خاصة. تم الإشارة إلى مواقع الألعاب على خرائط الخطوط في القطارات والمحطات باللون الوردي المميز.

## حماية
تم تنسيق أمن شبكة النقل في منطقة باريس من قبل مديرية أمن باريس، التي أصبحت المسؤولة الوحيدة عن الأمن والنظام العام في منطقة إيل دو فرانس بموجب قانون الأولمبياد الصادر في 19 أيار 2023. وسع هذا القانون نطاق صور المراقبة بالفيديو المتاحة لموظفي إس إن سي إف وآر إيه تي بي في مركز تنسيق أمن النقل في منطقة باريس.  
- Soldiers providing security
- French National Police and Spanish Civil Guard at Saint-Denis–Pleyel station
- Mounted police at the Vélodrome National

بدءًا من منتصف عام 2022، وخلال فترة الألعاب، تم تنفيذ تنسيق أمن النقل من مركز القيادة العملياتية للأمن، الذي جمع جميع الأطراف المعنية (بما في ذلك شرطة قسم النقل الإقليمي، والدرك، وخدمات الأمن التابعة لمشغلي النقل مثل آر إيه تي بي وإس إن سي إف وأوبتيل) في مقر مشترك يقع في مقر مديرية أمن باريس. كان المركز متصلاً بـ101,000 كاميرا مراقبة موزعة عبر شبكات النقل المختلفة. خلال الألعاب الأولمبية، زادت دوريات الشرطة من 125 إلى 700 يوميًا، مع زيادة عدد ضباط شرطة النقل من 1,100 إلى 1,300. 
بالإضافة إلى 3,000 عنصر أمني دائم، تم نشر 5,000 عنصر أمني مؤقت وأكثر من 50 وحدة كلاب للكشف عن المتفجرات على شبكة النقل للتدخل عند اكتشاف أشياء متروكة.

## إمكانية الوصول
في عام 2023، أثيرت مخاوف بشأن إمكانية الوصول للألعاب. ذكرت مجموعة الضغط "إيه بي إف فرانس هانديكاب" أن مترو باريس يمثل "بقعة سوداء كبيرة في إرث المدينة البارالمبي". توقع المنظمون أن 350,000 معجب من ذوي الإعاقة سيزورون باريس.Organisers anticipated that 350,000 fans with disabilities would be visiting Paris.
كانت شبكة الترامواي بأكملها متاحة للجميع، وكذلك غالبية محطات قطارات ترانسيليان. كانت معظم خطوط الحافلات متاحة للأشخاص ذوي الحركة المحدودة، حيث أنفقت باريس 25 مليون يورو لترقية مواقف الحافلات وتدريب الموظفين على إمكانية الوصول. تم توفير أكثر من 1000 سيارة أجرة متاحة لذوي الكراسي المتحركة قبل الألعاب. وتم توفير حافلات نقل مكوكية متاحة للكراسي المتحركة لنقل المتفرجين بين المواقع والمحطات المتاحة، مع زيادة الخدمة خلال الألعاب البارالمبية.
ظلت الغالبية العظمى من محطات المترو غير متاحة للجميع. هناك عوائق متعددة تحول دون توفير منحدرات ومصاعد متاحة في محطات المترو: معظم البنية التحتية قديمة، وبعض المحطات مصنفة تحت قوانين التراث المعماري، وهناك صعوبات تقنية في بعض المحطات. المحطات العشرون على الخط 14 (الذي افتتح أول مرة عام 1998) متاحة بالكامل، كما أن امتدادات الخطوط منذ عام 1992 شملت مصاعد.
قبل الألعاب البارالمبية، أعلنت الرئيسة الإقليمية لمنطقة إيل دو فرانس ، فاليري بيكريس ، عن خطة لجعل المترو متاحًا. أشارت إيل دو فرانس موبيليتيه إلى أن هذا العمل سيستغرق حوالي 20 دقيقة سنوات وتكلفة تتراوح بين 15 و20 يورو مليار دولار.  رحب رئيس اللجنة البارالمبية الدولية أندرو بارسونز بهذا الالتزام،  وذكره على وجه التحديد خلال خطابه في حفل ختام الألعاب البارالمبية . 

## تذاكر النقل العام
أثناء تقديم باريس عرضها لاستضافة الألعاب الأولمبية، تم اقتراح توفير النقل العام مجاناً لحاملي التذاكر لحضور الفعاليات، على غرار دورة لندن 2012. بعد موجة التضخم في عام 2022، تخلت باريس 2024 عن هذا الاقتراح عند مراجعة ميزانيتها. ذكرت "إيل دو فرانس موبيليتيه" أنها لن تقدم تصاريح مجانية لحاملي التذاكر، حتى لا يتحمل سكان باريس تكاليف الزوار. لتغطية تكاليف الخدمات المعززة خلال الألعاب، كان على زوار باريس دفع أسعار أعلى.
من 20 تموز إلى 8 أيلول 2024، تم بيع تذكرة مؤقتة تسمى "جواز باريس 2024" تتيح عدداً غير محدود من الرحلات في منطقة إيل دو فرانس. بلغ سعر الجواز 16 يورو ليوم واحد أو 70 يورو لأسبوع. خلال الفترة نفسها، تم زيادة أسعار بعض التذاكر: 4 يورو لتذكرة تي+، و32 يورو لبطاقة 10 رحلات مع بطاقة نافيغو، و16 يورو لتذكرة من نقطة الانطلاق إلى وجهة الوصول لمطاري أورلي أو روانسي. تم تعليق الباقات السياحية الأخرى، بينما بقيت تذاكر النقل نافيغو ونافيغو ليبرتي+ دون تغيير للمشتركين في إيل دو فرانس.

## شبكة السكك الحديدية

### توسيع الشبكة
تم تنفيذ أو تقديم العديد من مشاريع النقل العام الرئيسية استعدادًا للألعاب، بما في ذلك توسيع خطوط مترو باريس وخطوط RER الحالية، بالإضافة إلى خطوط ترام جديدة. وشملت المشاريع:
- تمديد الخط ٤ جنوبًا إلى محطة بانيو-لوسي أوبراك ، مع محطتين جديدتين. افتُتح هذا الخط في يناير. 2022. [37]
- تمديد الخط 11 إلى الشرق إلى Rosny–Bois-Perrier ، مع ست محطات جديدة. [38] تم افتتاحه في يونيو 2024. [39]
- تمديد الخط ١٢ شمالًا إلى بلدية أوبرفيلييه ، مع محطتين جديدتين. افتُتح هذا الخط في مايو. 2022. [40]
- تمديد الخط ١٤ شمالاً إلى بلدية سانت أوين ، مع أربع محطات جديدة. افتُتح هذا الخط في ديسمبر. 2020. [41]
- تمديد آخر للخط ١٤ شمالًا إلى محطة جديدة في سان دوني-بلييل . افتُتحت في يونيو ٢٠٢٤. [42] Franchissement urbain Pleyel[الإنجليزية] عبر خطوط السكة الحديدية باريس-ليل، يربط المحطة باستاد فرنسا-سان دوني على خط RER D ، وكذلك باستاد فرنسا القريب. [43] [44]
- تمديد الخط ١٤ جنوبًا إلى مطار أورلي ، مع ست محطات جديدة. افتُتح هذا الخط في يونيو. 2024. [42]
- تمديد خط RER E إلى محطة نانتير-لا فولي ، مع ثلاث محطات جديدة. افتُتح هذا الخط في مايو. 2024. [45]
- تم افتتاح أربعة خطوط ترام جديدة في منطقة إيل دو فرانس منذ عام 2020، وتم تمديد بعض الخطوط الحالية (مثل الترام)<span typeof="mw:Entity" id="mwAeU">&nbsp;</span>3 ب إلى بورت دوفين ). [46]

كما تم ترقية وتحسين خطوط المترو وRER، مع إضافة قطارات جديدة (بما في ذلك قطار MP<span typeof="mw:Entity" id="mwAe0">&nbsp;</span>14 و RER NG ) والخط 4 تم تحويلها إلى عملية آلية بالكامل. 
بعض مشاريع النقل مثل الخط لم يتم الانتهاء من بناء خطي 15 وCDG Express (رابط سريع إلى مطار شارل ديغول ) في الوقت المناسب للألعاب - مع مواعيد افتتاح في عام 2026  و2027 على التوالي. 

### زيادة الخدمات

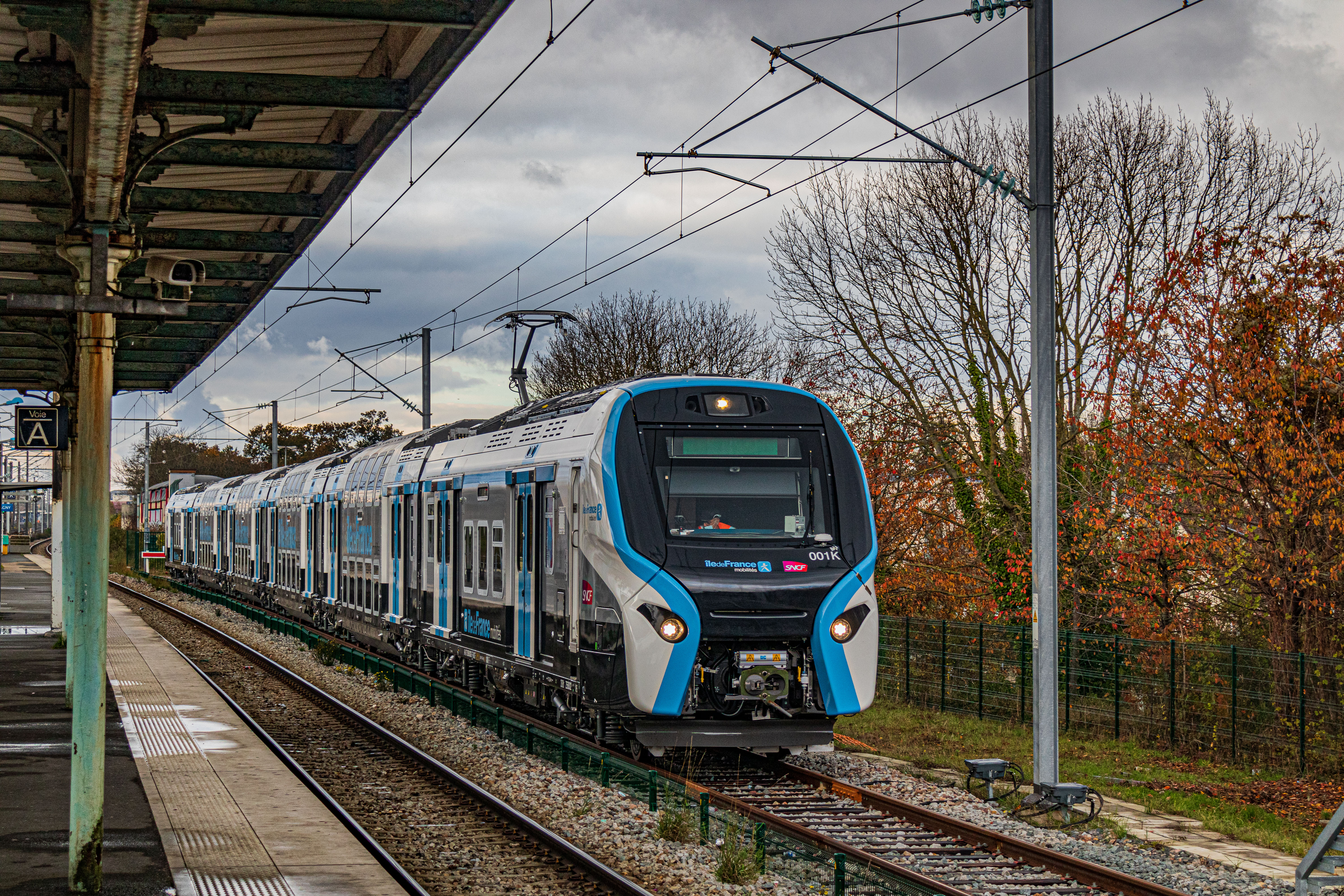
خط RER NG على خط RER E

قبل تعزيز الخدمات خلال الأولمبياد والبارالمبياد، تم تخفيضها للسماح للسائقين بأخذ إجازات. تم تقديم الخدمة الصيفية المخفضة المعتادة بأسبوع. باستثناء خطوط آر إي آر إيه وبي، وخطوط كي ويو وآر، وخطوط الترام تي4 وتي11 وتي12 وتي13، تم تخفيض الخدمة بأكثر من 10%. كان التخفيض ملحوظاً بشكل خاص على خط آر إي آر سي وخط ترانسيليان إن، حيث لم يتم الحفاظ على التردد الربع ساعي، مما أدى إلى أوقات انتظار تصل إلى 30 دقيقة في محطة كلامار.
أما خلال فترة الألعاب الأولمبية، فقد تم تعزيز الخدمة على الطرق الرئيسية. بينما لم تتأثر مناطق مثل جنوب شرق باريس كثيراً بحركة السفر المتعلقة بالألعاب الأولمبية، كانت الخطوط الأكثر ازدحاماً هي خطوط المترو 8 و9 و10 و12 و13 و14. كما تأثرت خطوط 1 و5 و6 بسبب المناطق الجماهيرية أو أماكن الاحتفال التي تخدمها. على شبكة ترانسيليان، تأثرت خطوط جاي (فرع أرجنتوي)، وإل، وإن، وبي، ويو، وكذلك ترام تي3بي، وقطارات الترام السريعة تي11 وتي13، وخطوط آر إي آر بي وسي ودي.
للاستيعاب الزيادة في عدد الركاب، تم زيادة الخدمات بنسبة 15% مقارنة بصيف عادي. وهكذا شهد خط آر إي آر سي، الذي عادة ما يتم إغلاق قسمه المركزي لأعمال الصيانة خلال الصيف، زيادة في التردد إلى قطار كل خمس دقائق. وبالمثل، تم زيادة تردد خط ترانسيليان جاي بين محطة سان لازار ومحصة لو ستاد لخدمة ملعب إيف دو مانوار في كولومب، حيث وصل إلى ثمانية قطارات في الساعة، حتى في أوقات غير الذروة، بدلاً من أربعة كالمعتاد. على خط ترانسيليان بي، كانت هناك ستة قطارات في الساعة إلى فاير سور مارن، وعلى خط إن، أربعة قطارات في الساعة.

### محطات
تم التخلي عن مشروع كان يطالب بتعديل كبير لمحطة الشمال (غار دو نور) بحلول عام 2024 لصالح مشروع مخفض بقيمة 50 مليون يورو. بالنسبة لخدمة يوروستار للسكك الحديدية عالية السرعة التي تربط أوروبا الغربية، تم زيادة عدد قارئات جوازات السفر الآلية في محطة الشمال من 5 إلى 10 لتبسيط إجراءات الصعود التي طالت بسبب خروج المملكة المتحدة من الاتحاد الأوروبي. تم تحديث سلالم المحطات المتحركة في خط ترانسيليان وتم توفير مساحة أكبر لمنصات آر إي آر. أعيد تطوير ساحة محطة الشمال وخصصت للمشاة، مع نقل موقف سيارات الأجرة إلى مواقف السيارات تحت الأرض، واستقبل الجانب الشرقي من المحطة محطة حافلات جديدة وقاعة دراجات آمنة تتسع لـ 1200 دراجة.
كما تم إجراء تحسينات على محطة فاير-تورسي التي تخدم الملعب المائي في فاير-سور-مارن، موقع فعاليات التجديف والكانو، لجعلها متاحة للأشخاص ذوي الإعاقة. كما تم تنفيذ أعمال لتحسين إمكانية الوصول والسعة في محطة سان دوني. خلال الألعاب، تم تكثيف أعمال التنظيف في 120 محطة تأثرت بالزيادة في عدد الركاب.
تم إغلاق المحطات القريبة جداً من مواقع الاحتفالات أو المنافسات لأسباب أمنية، وأبرزها محطتي المترو الكونكورد والتوليري. كانت محطة توليري قريبة من موقع شعلة الألعاب الأولمبية. تم إغلاق محطة الكونكورد، القريبة من موقع منافسات بي إم إكس الحرية والبريكينج والتزلج على الألواح وكرة السلة 3×3 في ساحة الكونكورد، على الخط 12 من 17 أيار إلى 22 أيلول، وتم تعليق الوصول إلى محطتي الكونكورد والتوليري من 17 حزيران إلى 1 أيلول. كما أغلقت محطة الشانزليزيه-كليمنصو (الخطوط 1 و13)، القريبة أيضاً من ساحة الكونكورد، من 20 تموز إلى 11 آب للألعاب الأولمبية، ثم من 20 آب إلى 8 أيلول للألعاب البارالمبية. قبل أسبوع من حفل افتتاح الأولمبياد، تم إغلاق حوالي عشر محطات تطل على نهر السين.

## ركوب الدراجات

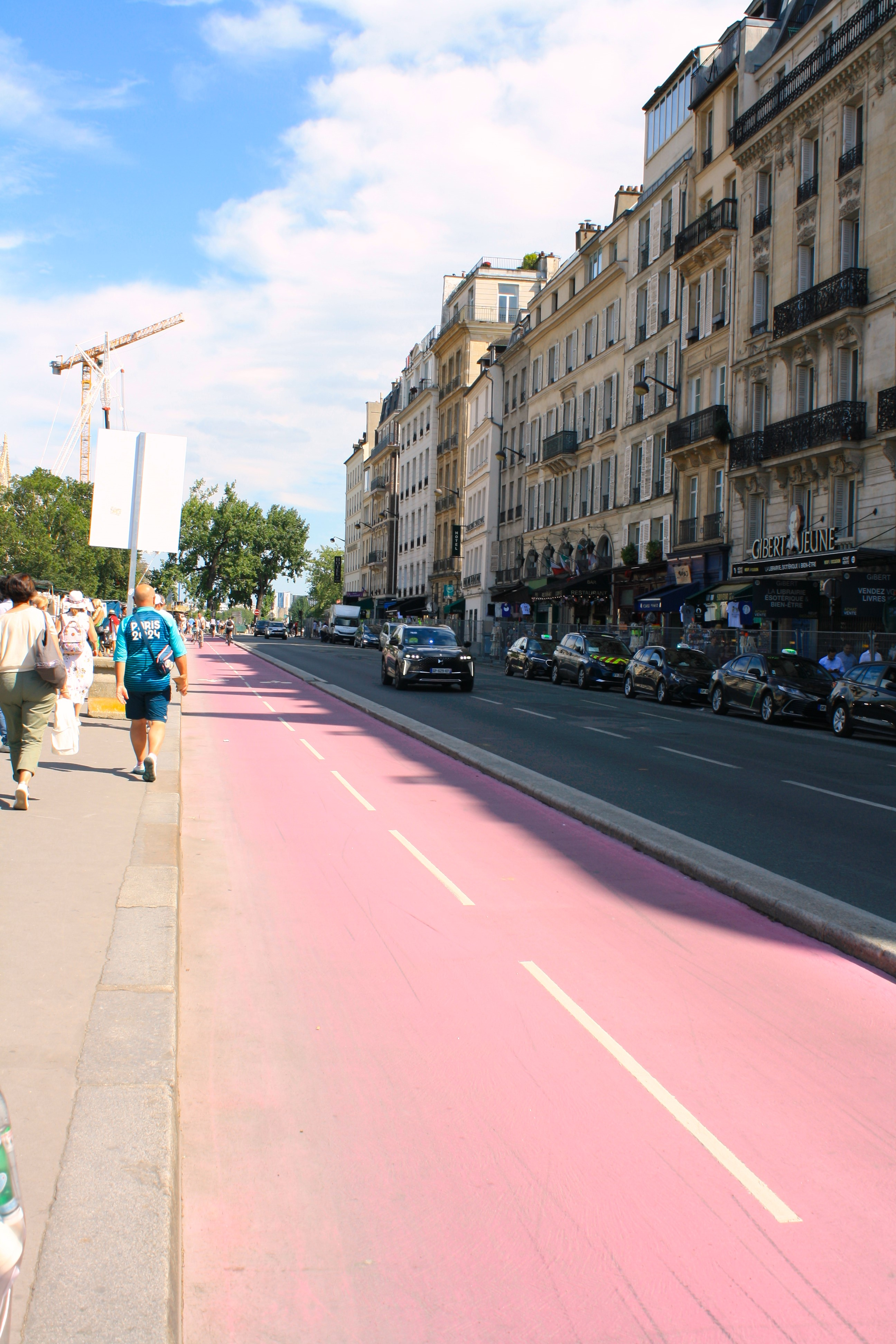
مسار الدراجات "Olympiste" في Quai Saint-Michel

خلال العشرين عاماً التي سبقت الألعاب، تم استثمار مبالغ كبيرة لتسهيل المشي وركوب الدراجات في باريس، بما في ذلك تحويل الأماكن العامة مثل ساحة الجمهورية إلى مناطق للمشاة، وإطلاق نظام "فلييب" لمشاركة الدراجات، وإنشاء مسارات مخصصة للدراجات. بحلول نيسان 2024، أصبح ركوب الدراجات أكثر شيوعاً من القيادة في مركز باريس.
كانت البنية التحتية الجديدة المرتبطة بالألعاب محدودة في البداية، حيث اقتصرت على إكمال مسارات الدراجات على الضفة اليمنى لقناة سان دوني وجسر المشاة في القرية الأولمبية. في عام 2022، أشار "تجمع دراجات إيل دو فرانس" إلى أن 90% من المواقع الأولمبية لم تكن سهلة الوصول بالدراجة.
النمو الكبير في استخدام الدراجات في باريس والضواحي الداخلية بعد جائحة كوفيد-19، جنباً إلى جنب مع المخاوف بشأن موثوقية شبكة النقل العام، أدى إلى دمج ركوب الدراجات في خطة النقل خلال الألعاب الأولمبية. خصص للألعاب 60 كيلومتراً من مسارات الدراجات تربط جميع المواقع ببعضها، وتم تركيب 27,000 حامل دراجات مؤقت.
شاركت "شركة تسليم الأعمال الأولمبية" (سوليديو) في تمويل إنشاء بنية تحتية للدراجات للاستخدام خلال الألعاب وبعدها، بما في ذلك جسر المشاة في دوغني بلي بورجيه، وجسر المشاة في فران-موازان بسان دوني، وجسر المشاة في القرية الأولمبية (الوحيد المخصص للوفود خلال الألعاب الأولمبية والبارالمبية).

باستثناء موقع فيلبينت، كانت جميع المواقع مجهزة بمسارات دراجات ومواقف لها. كانت المواقع الأولمبية متاحة عبر 418 كيلومتراً من مسارات الدراجات، بما في ذلك 55 كيلومتراً من مسارات "أوليمبيست" (30 في باريس و25 في سين-سان دوني) التي تم تطويرها خلال العام السابق للألعاب الأولمبية. على الرغم من التوصية باستخدام الدراجات كوسيلة نقل خلال الألعاب، إلا أن بعض المسارات المعتادة أغلقت، خاصة في ساحة الكونكورد.

## شبكة الطرق
كما في الألعاب الأولمبية والبارالمبية السابقة، خصصت شبكة الطرق في باريس ومنطقة إيل دو فرانس مسارات مرورية حصرية للمركبات المعتمدة لضمان أوقات الانتقال بين القرية الأولمبية ومواقع المنافسات وأماكن أخرى مثل المركز الإعلامي الرئيسي في قصر المؤتمرات بباريس.
خلال فترة المنافسات، تم تخصيص 185 كيلومتراً من الطرق في منطقة باريس جزئياً للأشخاص المعتمدين ووسائل النقل والخدمات الطارئة بموجب مرسوم صدر في 4 أيار 2022. وفرت شركة تويوتا للمنظمين أسطولاً من المركبات شمل 500 مركبة من طراز ميراي تعمل بخلايا الوقود.
توفر حوالي 1000 حافلة لنقل الرياضيين والموظفين المعتمدين. كما وفرت عشر خطوط نقل مكوكية خاصة لنقل الأشخاص المعتمدين إلى المواقع البعيدة عن محطات السكك الحديدية. تم بناء محطة حافلات مؤقتة على الحافة الشرقية للقرية الأولمبية لنقل الرياضيين وطاقم الدعم إلى مواقع المنافسات والتدريب.

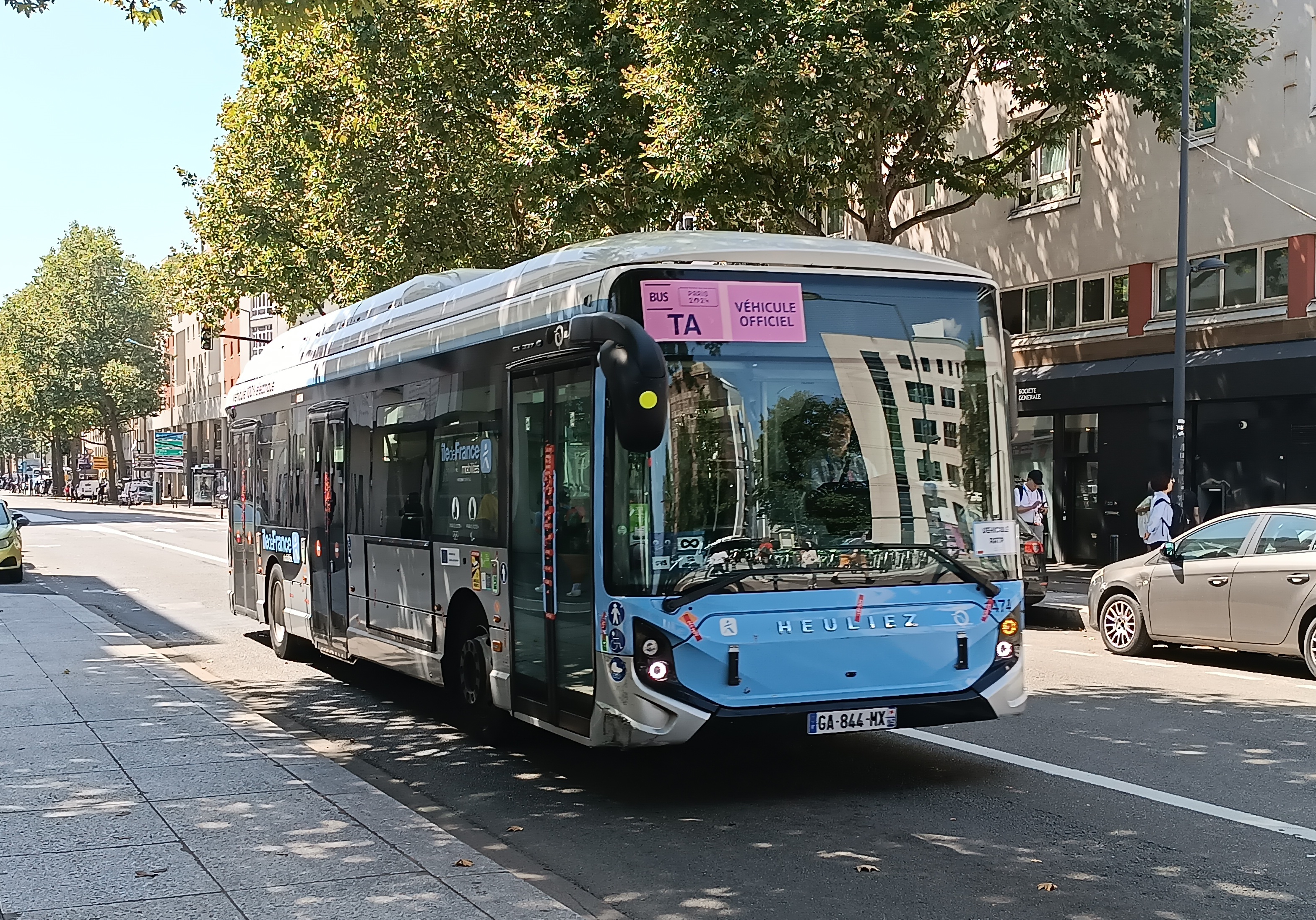
حافلة Heuliez الكهربائية من RATP مخصصة لنقل الرياضيين من القرية الأولمبية

قامت شركة "إيزيفيا" التابعة للكهرباء الفرنسية (إي دي إف) بتركيب ما يقرب من 800 محطة شحن كهربائية مؤقتة، معظمها بالقرب من بوابة مايو وقرية الرياضيين ولو بورجيه. بعد الألعاب، تمت إزالة هذه المحطات وإعادة استخدامها من قبل إي دي إف في مواقعها الخاصة لتشغيل أسطولها من المركبات الكهربائية. تم قطع أكثر من 3.1 مليون كيلومتر بواسطة مركبات باريس 2024 الكهربائية التي تعمل بالطاقة المتجددة خلال الألعاب، مستهلكة 474 ميغاواط ساعة. تم توفير الكهرباء من قبل إي دي إف من ستة مواقع لتوليد الطاقة من الرياح وموقعين للطاقة الشمسية.
مقارنة بصيف عادي، كانت وتيرة خدمات الحافلات أعلى خلال الألعاب، ولكن تم تعديل جميع الطرق تقريباً في باريس. بسبب المناطق المحتلة من قبل مواقع المنافسات أو الاحتفالات، كان لا بد من تحويل العديد من خطوط الحافلات قبل وأثناء وبعد الألعاب الأولمبية. تم تحويل ستة عشر مساراً للحافلات طوال مدة الألعاب، بدءاً بعشرة مسارات في بداية السنة لتجميع بعض المنشآت، مع تحويل ستة مسارات أخرى في أيار ثم في أوائل حزيران.
خلال الأولمبياد، كان لا بد من تعديل 190 مساراً للحافلات (58% من 330 مساراً لشركة آر إيه تي بي في "المنطقة المركزية") في وقت أو آخر، مع وصول الذروة إلى أكثر من 100 مسار في 26 تموز يوم حفل الافتتاح وفي 3 آب لسباق الدراجات على الطريق. تم تعزيز شبكة حافلات نوكتيليان الليلية خلال الفعاليات، خاصة بالقرب من مواقع الاحتفالات مثل القاعة الكبرى دو لا فيليت، بثلاث خدمات في الساعة بدلاً من اثنتين. لم يتم الإعلان عن تفاصيل كاملة لقيود حركة المرور حتى آذار 2024، مما جعل من الصعب على شركات النقل والأشغال العامة التخطيط لعملياتها في صيف 2024.

إشارة مرور فرنسية تحذر من قيود المرور

خلال الألعاب الأولمبية والبارالمبية، تم حجز مسار واحد على طرق معينة بين الساعة 06:00 ومنتصف الليل لمركبات الأشخاص المعتمدين من قبل COJOP، وسيارات الأجرة، ومركبات النقل العام، والمركبات المخصصة لتسهيل نقل الأشخاص ذوي القدرة المحدودة على الحركة، ومركبات الطوارئ والأمن.  تم إجراء عمليات التحقق باستخدام التعرف التلقائي على لوحات الأرقام ، وكانت مخالفات القواعد يعاقب عليها بغرامة قدرها 135 يورو. 
تشمل الطرق ذات الممرات المحجوزة الطريق السريع A1 من رواسي إلى بورت دو لا شابيل ، والطريق السريع A4 بين كوليجيان وبورت Porte de Bercy ، الطريق السريع A13 بين Porte Maillot و Rocquencourt ، والطريق السريع A12 بين Rocquencourt و Montigny-le-Bretonneux والطريق الوطني 13 ، Boulevard Périphérique بين Porte de Sèvres و Porte de Bercy ، و Quai de Bercy .     
للسماح بسهولة الوصول من وإلى القرية الأولمبية، توجد منحدرات الطريق السريع A1 من Place de la Porte-de-Paris إلى سان دوني أُغلقت أمام حركة المرور العامة. وللحفاظ على إمكانية الدخول والخروج من الطريق السريع A86 ، أُعيد بناء تقاطع بلييل باتجاهين مروريين جديدين.  

## شبكة النهر
أُغلِق فرع نهر السين الذي يمر عبر القرية الأولمبية في سين-سان-دوني شمال باريس من منتصف تموز حتى 8 أيلول. نُقلت حركة النقل النهري إلى الفرع الغربي. تطلّب هذا القسم من النهر -الذي لا يُستخدم عادةً- تحسينات لجعله صالحاً للملاحة مثل أعمال التجريف وتوفير مرافق للإرشاد، بتكلفة بلغت 15 مليون يورو. مُنعت الملاحة في نهر السين حول حفل افتتاح الأولمبياد في 26 تموز، ولأحداث السباحة في المياه المفتوحة والسباق الثلاثي.

## المطارات
تخدم باريس مطاران دوليان كبيران: مطار شارل ديغول ومطار أورلي. ويرتبط كلاهما بشبكة النقل العام في باريس، مع افتتاح امتداد خط مترو باريس 14 إلى مطار أورلي قبل الألعاب بقليل. لم يكتمل خط "سي دي جي إكسبريس" -الخط السريع الذي يربط مطار شارل ديغول بمحطة الشرق في وسط المدينة- في الموعد المحدد للألعاب، وسيُفتتح في 2027.
كان على مطاري شارل ديغول وأورلي التعامل مع جزء كبير من عمليات وصول ومغادرة 64 ألف شخص معتمد و47 ألف قطعة من المعدات الرياضية، بما في ذلك 4 آلاف قطعة كبيرة مثل الزوارق والدراجات. كانت التدفقات هائلة، خاصة من 18 تموز (تاريخ افتتاح القرية الأولمبية) وبعد حفل اختتام الأولمبياد، ومرة أخرى قبل وبعد الألعاب البارالمبية. وصلت بعض الطائرات الخاصة أيضاً إلى مطار باريس-لو بورجيه. لأسباب أمنية، أُغلِق المجال الجوي فوق شمال فرنسا خلال حفل افتتاح الأولمبياد.
قدّر المنظمون أن أكثر من ثلث انبعاثات غازات الدفيئة المرتبطة بالألعاب الأولمبية ستكون من نقل الرياضيين والمتفرجين. بينما كان من الصعب تجنب النقل الجوي لمعظم الوفود الوطنية، التزمت اللجان الوطنية البلجيكية والبريطانية والهولندية بالوصول بالقطار. لتسهيل انتقال الوفود من القرية الأولمبية إلى مطارات منطقة باريس، بنت مجموعة إيه دي بي (التي تمتلك وتشغل مطارات باريس) منطقة تسجيل أمتعة في القرية الأولمبية، حتى يمكن نقل أكبر الحقائب مباشرة إلى المطارات.

## خلل

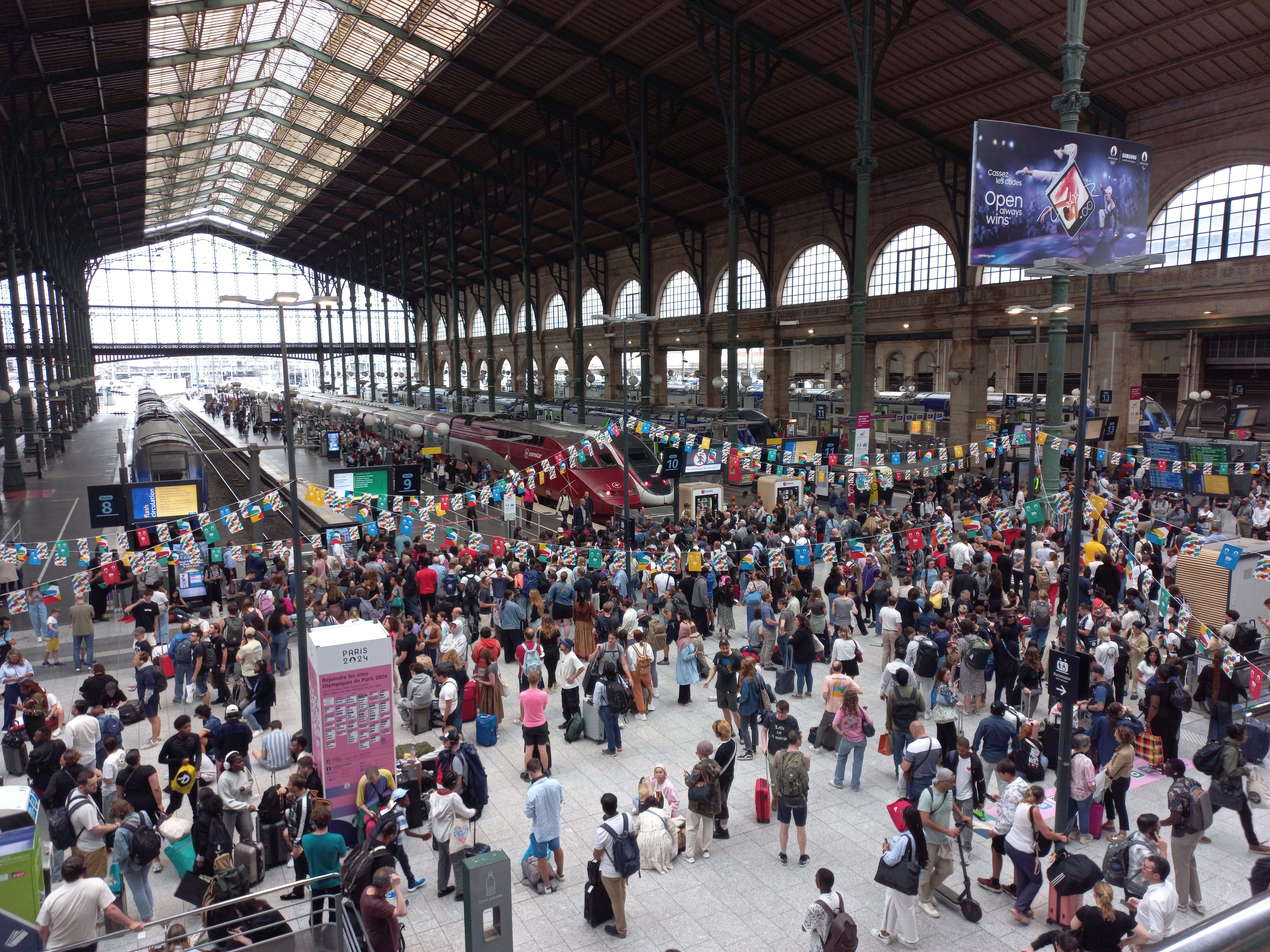
حشود من الركاب تأخرت بسبب الهجمات في محطة غار دو نور

في 26 في يوليو 2024، وهو يوم افتتاح دورة الألعاب الأولمبية الصيفية لعام 2024، أدت سلسلة من هجمات الحرق العمد إلى إتلاف خطوط LGV Atlantique و Nord و Est لنظام السكك الحديدية عالية السرعة الفرنسي .   تعطلت خدمات السكك الحديدية الدولية والمحلية على نطاق واسع،  مع تأثر حوالي 800000 مسافر.  كانت هناك أيضًا محاولة هجوم على خط LGV Sud-Est ، على الرغم من مقاطعته من قبل عمال صيانة TGV الذين صادف وجودهم في الموقع. 

## الأحداث خارج باريس
بالإضافة إلى الملاعب في منطقة باريس، كان هناك عشرة ملاعب أولمبية في أماكن أخرى في فرنسا. ستة منها كانت ملاعب كرة قدم : نوفو ستاد دي بوردو ؛ ستاد جوفروي-غيشارد ، سانت إتيان ؛ ستاد دي لا بوجوار ، نانت ؛ بارك أولمبيك ليون ، ليون ؛ ستاد فيلودروم ، مرسيليا ؛ وستاد دي نيس . كما أقيمت أربعة أحداث أخرى خارج باريس: الإبحار في مرسيليا مارينا؛ والرماية في المركز الوطني للرماية في شاتورو ؛ وكرة السلة وكرة اليد في ستاد بيير موروا في ليل ؛ والأكثر تناقضًا من كل ذلك، ركوب الأمواج في تيهوبو في تاهيتي.  وكان الحدث البارالمبي الوحيد الذي أقيم خارج باريس هو إطلاق النار في شاتورو. 
كان ملعب بيير موروا في ليل يقع على بعد ساعة بالقطار من باريس، بالإضافة إلى رحلة بالحافلة أو الترام؛ الخط توقفت سيارة واحدة (صفراء) خارج الملعب. يمكن الوصول إلى المرسى ومضمار سباق الدراجات في مرسيليا من Rond-Point du Prado وسانتا Sainte-Marguerite – Dromel (métro de Marseille) محطات المترو على Ligne 2 du métro de Marseille . كان شاتورو رحلة قطار من باريس، وتتوفر شبكة حافلات واسعة. أما ليون، فتتميز بشبكة حافلات وترام واسعة، ويمكن الوصول إلى الملعب عبر الخط T3 أو T7. ترام ليون من محطة ليون بار ديو . كما توفّرت في نيس وسانت إتيان وبوردو مرافق للدراجات، حيث وضعت بوردو لافتات على مسار للدراجات بطول 7-كيلومتر (4.3 ميل) مسار الدراجات الهوائية إلى الملعب. 

## النتائج
باريس تم تحقيق هدف عام 2024 المتمثل في خفض انبعاثات الكربون إلى النصف في نهاية المطاف ، مع ما يقدر بنحو 1.59 مليون طن من CO2 ما يعادلها. ويمثل هذا انخفاضا بنسبة 54.6 ٪ مقارنة بمتوسط لندن وريو. من هذا ، 53٪ من البصمة الكربونية (حوالي 833600 طن من CO2 أي ما يعادل) تكبدها الأشخاص الذين يسافرون إلى الألعاب. كان هذا أكبر مما كان متوقعا: جزئيا لأن مبيعات التذاكر تجاوزت التوقعات ، وجزئيا لأن عددا كبيرا من المتفرجين جاءوا من خارج أوروبا. مع مبيعات التذاكر of 1,489 مليون, باريس تجاوز عام 2024 أهداف إيرادات التذاكر والضيافة بمقدار 348 دولارا مليون دولار ، وحققت فائضا يزيد عن 26.8 دولارا مليون.
كانت جميع الملاعب مُجهزة بوسائل النقل العام، وكان لدى ثلاثة أرباع الملاعب في منطقة إيل دو فرانس محطة نقل عام ضمن مسافة 500 متر. ونتيجةً لذلك، استخدم 87% من المتفرجين وسائل النقل العام لحضور الألعاب. وتم توفير 415 كيلومتر (258 ميل) وسائل النقل العام.مكّنت مسارات الدراجات الهوائية الممتدة على مساحة 27,000 بالإضافة إلى 27,000 موقف مؤقت للدراجات، 5% من المتفرجين من ركوب الدراجات خلال الألعاب.  واعتُبرت جهود النقل ناجحة. ويُعزى ذلك إلى الترقب والتحضير اللذين تما على مدار السنوات الثماني الماضية. وقد أثبتت توقعات سفر المتفرجين دقتها، ولم تُسجل أي حوادث كبيرة، حيث تم نقل ملايين المستخدمين خلال الصيف، حتى خلال فترة العودة إلى المدارس قرب نهاية الألعاب البارالمبية. 